# Sistema horari català

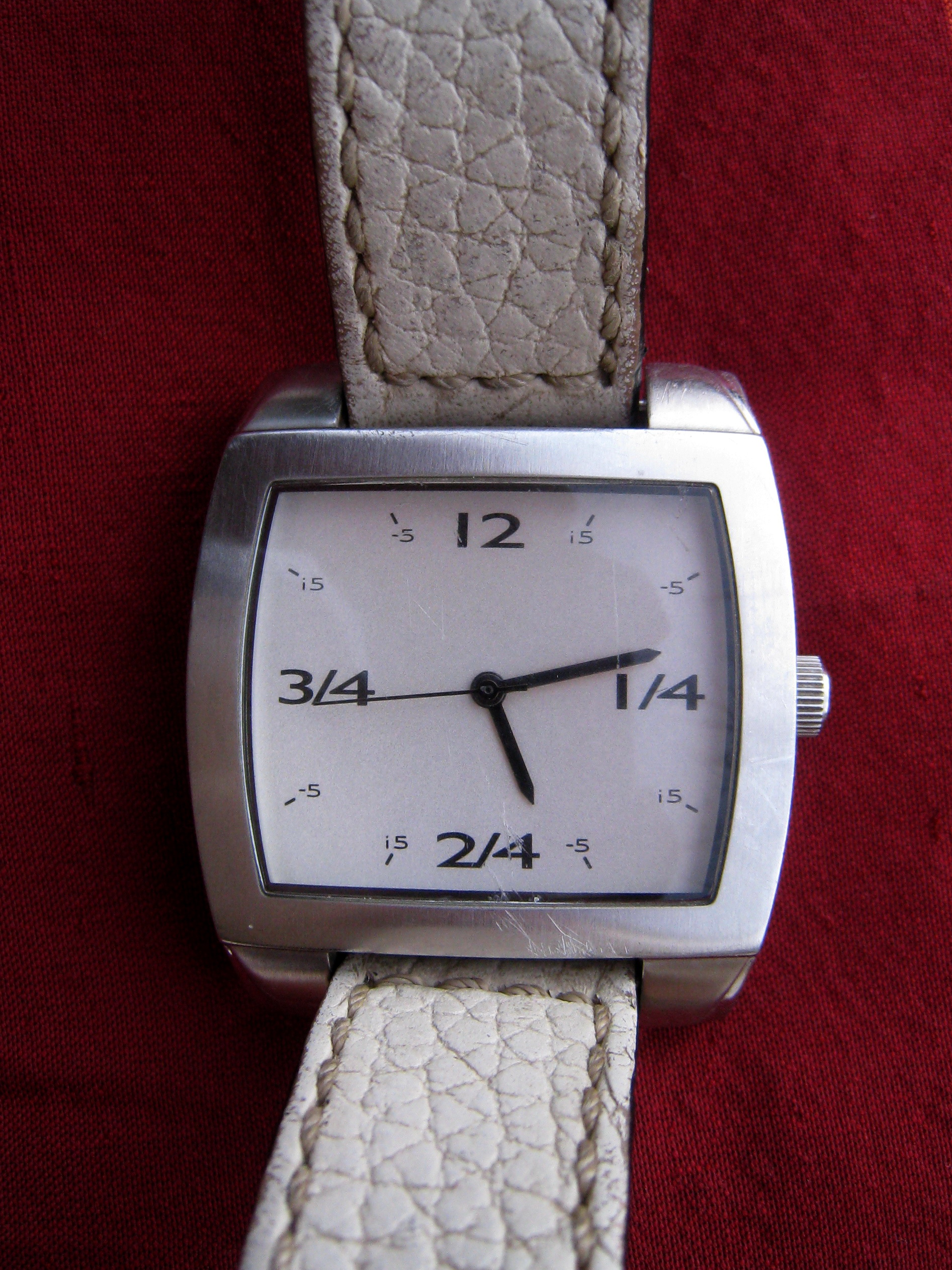
Rellotge marcant els quarts

El sistema horari català és la manera tradicional d'indicar l'hora en català i exclusiva d'aquesta llengua. En aquest sistema l'hora s'indica amb fraccions de quart i mig quart d'hora. Les fraccions horàries són de l'hora començada, tenint en compte que l'hora sencera marcada pel rellotge n'indica l'acabament. L'ordre seguit és "quarts-minuts-hora posterior". Així, per exemple, les 10.15 h són 'un quart d'onze'; les 12.30 h són 'dos quarts d'una', i les 19.52 h són 'tres quarts i set minuts de vuit'. Tanmateix, hi ha petites variacions, de manera que, per exemple, se substitueix l'expressió "dos quarts" per dir simplement "quarts", o s'utilitza el "mig quart", com a aproximació, en comptes del massa precís "set minuts i mig".

## Exemples de notació
13.00 La una en punt («Hem arribat a la una en punt» o «al punt de la una»).
Exemples de quarts:
01.15 un quart de dues
01.30 dos quarts de dues
01.45 tres quarts de dues

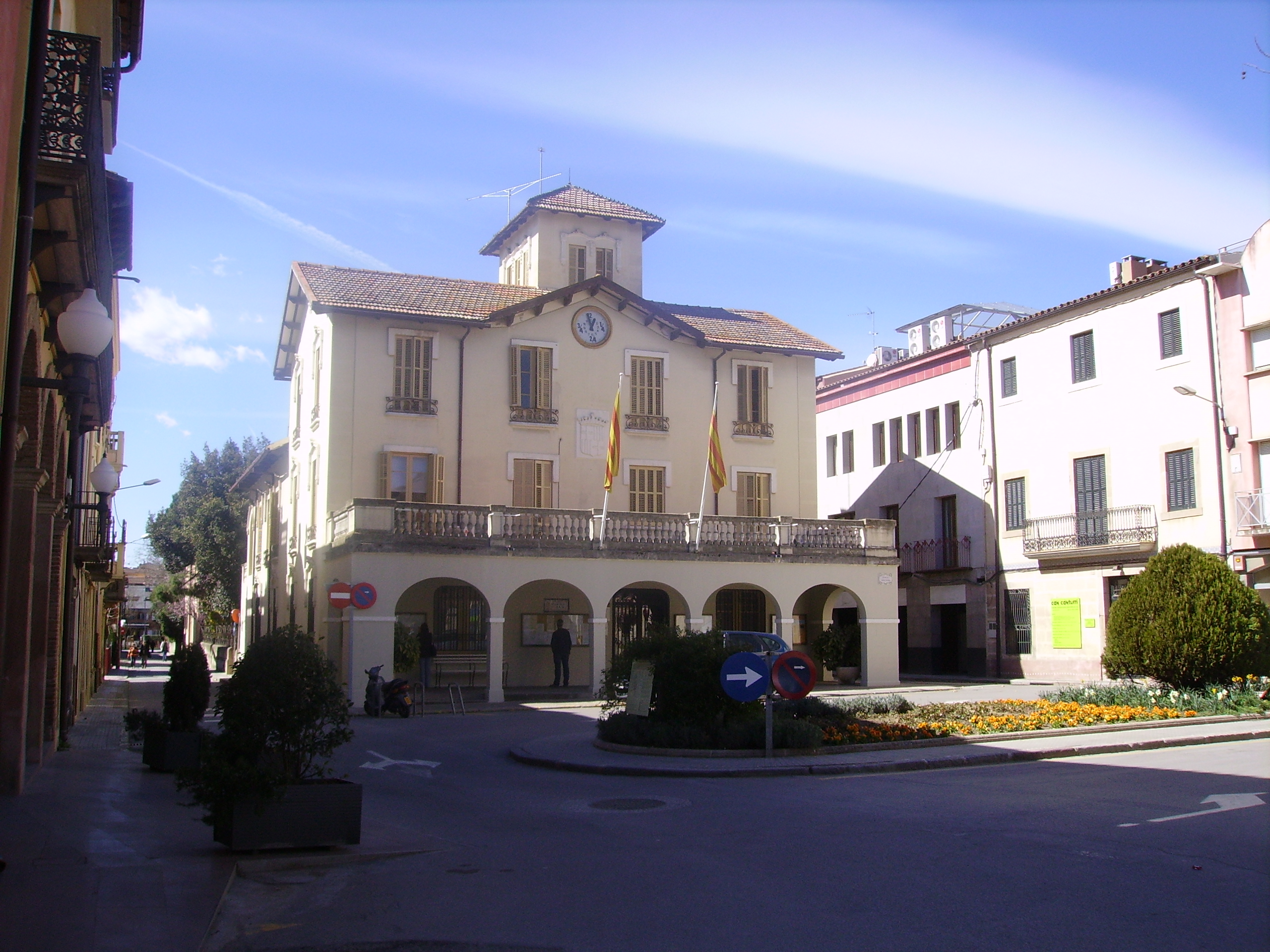
Façana de l'Ajuntament de Cardedeu, amb un rellotge que mostra particions en quarts.

Abreujadament, quan és clar que es parla de l'hora (per exemple, quan hom la demana), es pot donar sense dir el mot "quarts":
07.45 tres de vuit
16.30 dos de cinc
Exemples de mig quart:
02.07.30 mig quart de tres
02.22.30 un quart i mig de tres
02.37.30 dos quarts i mig de tres
02.52.30 tres quarts i mig de tres
Tradicionalment la unitat mínima de temps era el mig quart. L'origen es troba en els rellotges de sol, en què entre hora i hora es marcaven quatre quarts. Si l'ombra es trobava entre dos segments, es parlava de mig quart. D'aquesta manera s'utilitzen expressions aproximades:
03.05 a 03.10 mig quart de quatre
03.10 a 03.20 un quart de quatre
03.20 a 03.25 un quart i mig de quatre
Una expressió popular encara més imprecisa és:
04.20 a 04.40 quarts de cinc

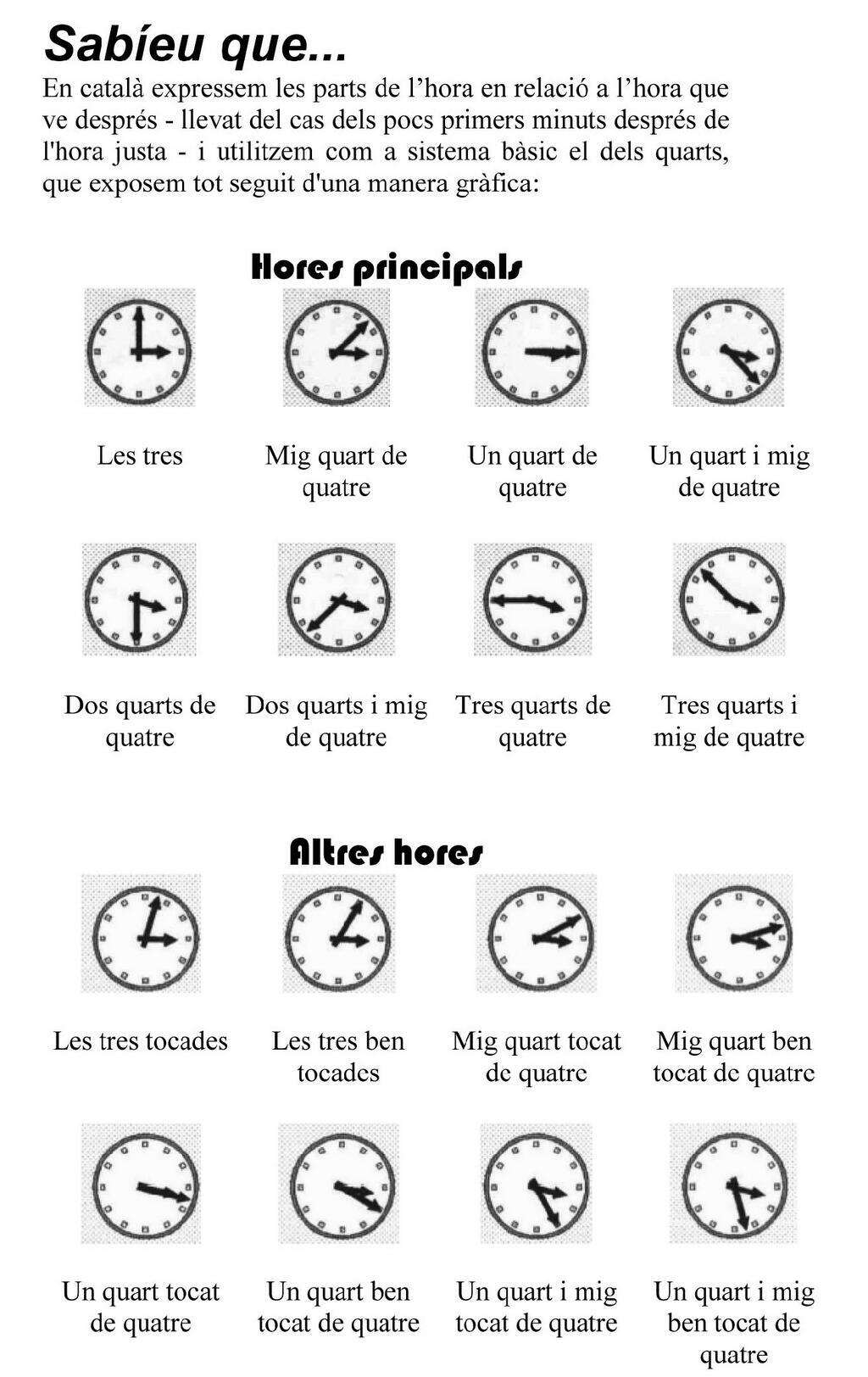
L'hora tradicional catalana.

Altres expressions per a precisar uns minuts abans o després dels quarts són:
05.14 vora un quart de sis
05.29 gairebé dos quarts de sis
05.47 tres quarts tocats de sis
06.02 les sis tocades
14.05 les dues ben tocades
13.12 mig quart ben tocat de dues
entre 13.00 i 13.04 La una tocada/sonada
13.05 La una ben tocada/sonada
13.10 Mig quart tocat/sonat de dues
entre 13.11 i 13.14 Mig quart ben tocat/sonat de dues
entre 13.15 i 13.19 Un quart tocat/sonat de dues
entre 13.20 Un quart ben tocat/sonat de dues
entre 13.25 Un quart i mig tocat/sonat de dues
entre 13.26 i 13.29 Un quart i mig ben tocat/sonat de dues

Aquestes expressions poden tenir variacions locals o dialectals.
Actualment s'utilitza una fórmula mixta per obviar imprecisions i especificar els minuts. Es poden indicar indistintament els minuts que falten o que passen dels quarts: 
06.13 dos minuts per a un quart de set
06.32 dos quarts de set i dos minuts
Només s'anomenen les hores d'1 a 12 indicant, si cal, que són de la matinada o el matí, o bé del migdia, vesprada, vespre o nit.
Cal notar també:
- cinc quarts: (una) hora i quart
- set quarts: (una) hora i tres quarts

El català diu «un quart» o els «quarts» que sigui, sense l'especificació d'hora. Així, allà on en castellà es diu «Hemos tardado cinco cuartos de hora en llegar a casa», diem "Hem trigat cinc quarts a arribar a casa".

## Formulacions tradicionals de l'hora en català
- En una bona part dels parlars del Principat de Catalunya les hores se solen expressar pel sistema del campanar tradicional (de 12 hores), un sistema específic de la llengua catalana. Aquest sistema es caracteritza pel fet que es divideix l'hora en quatre quarts i es fa referència a l'hora en punt següent i no a l'hora en punt ja passada, esmentant la part del dia: dos quarts de nou del matí, tres quarts de nou del vespre. Però la part del dia, i fins i tot l’hora, es poden suprimir si ja s'ha dit anteriorment o si pel context ja es coneix aquestes informacions: són tres quarts de nou, són tres quarts.

- A la resta de parlars és habitual el sistema de rellotge. Aquest sistema té com a fracció bàsica la mitja hora: per a la primera mitja hora s'afegeix l'augment respecte a l'hora ja completada, mentre que per a segona mitja hora es resta el que falta per completar l'hora en curs.

Aquests dos sistemes conviuen amb el sistema de notació horària internacional (rellotge de 24 hores), més formal, reservat a situacions en què cal una claredat absoluta o que requereixen una gran precisió horària, com ara en els horaris dels llocs públics, dels magatzems, dels mitjans de transport, etc. : el primer tren surt a les 8.30 h i el darrer, a les 20.45 h. Aquest sistema no admet d’escriure matí, tarda, vespre, nit, perquè l’hora ja indica la part del dia corresponent.
No s'han de barrejar mai els dos sistemes: és incorrecte doncs *Vindré a les 16 de la tarda, s'ha de dir : vindré a les quatre de la tarda o vindré a (les) setze i vindré a setze hores (R) o encara o Vindré a quatre hores de tarda.
Emprant aquests dos sistemes hi ha diverses maneres d'expressar l'hora:
- a) La que segueix l'esquema "[hora] + [minuts/quarts/mitja]": les 5 i deu minuts, les 5 i (un) quart, les 5 i mitja, les 5 i mitja i cinc (minuts), les 5 i tres quarts...
- b) La que segueix l'esquema "[minuts/quart] + abans de + [hora]", tan sols per a períodes inferiors a la mitja hora: 20 minuts abans de les 5, un quart abans de les 5... (poc usada)
- c) La que segueix l'esquema "[quarts] + per a + [hora], comptant els quarts passats, no els que falten: dos quarts per a les 5, tres quarts per a les 5...
- d) La que segueix l'esquema "[quarts] + de + [hora], comptant els quarts passats, no els que falten: un quart de 5, dos quarts i mig de 5, tres quarts de 5... (Principat de Catalunya sobretot)
- e) La que l'esquema "(falta/manca) + [minuts/quart] + per a + [hora]": falta un quart per a les cinc, manquen 20 (minuts) per a les 5...

Qualsevol d'aquestes expressions és, doncs, vàlida per a indicar l'hora no rodona. Cal tenir en compte que aquestes formulacions són combinables entre si, de tal manera que, segons les comarques, és usual:
- el tipus a) en la primera mitja hora
- el tipus c), d) o e) en la segona: les 5 i quart - tres quarts per a les 5 / tres quarts de 5 / (falta/manca) un quart per a les 5;

No té gens de tradició, i sembla respondre a un simple calc del castellà i del francès, l'expressió del tipus "[hora] + manco/menys + [minuts/quart]: les 5 manco/menys (un) quart, les 5 manco/menys 25 (minuts).

## El sistema horari als Països Catalans
En català, si més no actualment, s'empra majoritàriament aquest sistema d'expressió de l'hora en el dialecte central i en una part del nord-occidental amb una notable absència en el valencià de transició. No és un sistema propi del valencià, català septentrional, baleàric i alguerès. Però l'expressió tres quarts s'estén també al tortosí, una bona part del valencià ("tres quarts per a les x" o " tres quarts de x" però no pas per a “un quart”, ni per a “dos quarts”) i en una part del rossellonès ("tres quarts per (les) x"). A més, en general les 7h15 es deia "les set i UN quart" fins al s. XVIII. Al s. XIX ja es deia "i quart" sense "un". No se sap com ho deia el castellà del s. XVI al XVIII. El que sí que es pot trobar en textos clàssics valencians és les deu i tres quarts, i també modernament les onze i dos quarts.
En les zones on no s'utilitza el sistema tradicional, que coincideixen també en aquelles on la situació de diglòssia és més accentuada, hi ha paral·lelismes amb els sistemes horaris emprats per les llengües veïnes:
- 8 i quart, 8 i mitja, 9 menys quart, en les zones occidentals, tal com en castellà.
- 8 hores i el - lo/un quart (o més rarament sense determinant), 8 hores i mitja, 9 hores menys el quart, en català septentrional, en aquests dos darrers casos com en francès.
- 8 i un quart, 8 i mitja, 9 manco un quart, en alguerès, així mateix que en italià.

En tortosí coexisteixen combinats els dos sistemes: les tres i quart, les tres i mitja, les tres i mitja i cinc, tres quarts de quatre.
A Castelló i el seu entorn es manté bé aquest sistema tradicional (les tres i quart, les tres i mitja, tres quarts per a les quatre), substituït a la llengua col·loquial de moltes altres comarques per un sistema acastellanat (les tres i quart, les tres i mitja, les quatre *menos quart), que a Mallorca competeix amb un d'autòcton més modern (les tres i quart, les tres i mitja, falta un quart per a les quatre).

## Notació horària en quarts en altres llengües
Aquesta organització horària sols la retrobem en alemany: la notació en quarts de l'hora a tocar es produeix també en una part de l'alemany col·loquial: Es ist ein viertel nach drei 'és un quart després de les tres'; es ist halb vier 'manca mitja hora per a les quatre'; es ist ein viertel vor vier 'és un quart abans de les quatre' i 'drei viertel sechs' son tres quarts de sis.
En italià hi ha manca un quarto alle quattro i en anglès a quarter to four (tres quarts de quatre). Mentre 'tres quarts de quatre' o 'un quart per a les quatre' apareix en aqüestes llengües, 'dos quarts de quatre' tan sols ho fa en alemany i amb l'estructura corresponent al sistema tradicional valencià d'un quart per a les quatre'.

## Expressió de l'hora en català antic i sobrevivença en rossellonès
El sistema tradicional antic era "SER + nombre + Hora" i s'ha conservat en català rossellonès: "Són tres hores de (la) tarda", "Són cinc hores de tarda" (Albert Saisset, Perpinyanenques) "Envers deu hores de nit" (Albert Saisset), "Envers una hora de matí" (Pere Burlaner), "Cap a les tres hores de tarda" (Pere Verdaguer), a set hores de la matinada (Mémoires de Pierre (sic) Pasqual, 1595-1644, Imprimerie Joseph Payret, 1905), "a una hora de matinada", "a dos hores", "de nou hores de nit a les onze", "a cinc hores de tarda", "a onze hores de nit" (Nota de la ruïna de la nova fàbrica de la iglésia de Sant Pere de la vila de Ceret, 1734). La tendència, com a la resta del català, era de prescindir d'«hores» : "de les nou a les deu hores de matinada" (Un registre des archives de la commune d'Elne, 1597-1621, Raymond de Lacvivier, Imprimerie Comet, 1912), "a les deu hores" (Relacio del modo que per los carrers de Perpinyà venen las mercaderias, Revue Catalane, 1912 segons les notes finals d'un manuscrit del Llibre dels Sants Àngels de Francesc Eiximenis, s.XVI, Perpinyà). Les hores aproximatives s'expressen mitjançant les fórmules següents: Se'n van sis hores (gairebé són les sis, aviat seran les sis), Sul pic de sis hores (a les sis tocades), Les onze hores són tocades/sonades" (Lo Pardal, cançó popular).
Quarts d'hora :
Per al primer quart, es diu l'hora seguida d'"i el - lo/un quart" (o més rarament sense determinant) : "Són tres hores i un quart" (3.15h).
Per als dos quarts, s'utilitza "i mitja": "Dues hores i mitja" (2.30h) o simplement: "És la mitja".
Per als tres quarts es fa atenció a l'hora que ha d'arribar: "Tres hores menys el/lo/un quart" (2.45h).
També existeix una forma semblant al sistema del català central : "(Són) tres quarts per deu hores" (9.45h)"; "Són tres quarts per una hora" (12.45h) o la fórmula : "(És) un quart per les tres", "(Són) dos quarts per les tres; "(Són) tres quarts per les tres".
Els mitjos quarts també s'hi empren : "quan van arribar al Voló, ja hi havia mig quart, i belleu més, que el trinc 'via fugit" (Albert Saisset, Perpinyanenques)
A l'obra de Pere Burlaner s'hi pot veure que s'empraven totes dues formes: "Lo trinc que puja cap a Prada parteix un poc abantes d'onze hores"; "A tres quarts per les deu, mossèn Bitarol se'n torna a cal bisbe" (p. 86); "Lo rellotge del salon va picar quatre hores" (p. 89); "Lo rellotge del campanar de la Roca del Duc tocava tres quarts per set hores" (p. 97); "Una tarda, cap a les cinc hores, mossèn Bitarol acabava de confessar una dotzena de devotes" (p. 102); "cap a les tres hores de la tarda" (p. 106); "Lo repic de les sis de la tarda tocava" (p. 117); "A tres quarts per les sis" (p. 164). En l'obra de Joan Blazy trobem la forma mixta cap a les sis de tarda al costat de cap a les onze hores de nit.
Minuts entre els quarts :
El nombre de minuts segueix l'hora sense la conjunció "i": "tres hores cinc" (3.05h), "tres hores vint" (3.20h), "tres hores vint-i-dos" (3.22h), etc. Passats els dos quarts, es resta els minuts de l'hora que arriba: "quatre hores menys vint-i-cinc" (3.35h), "quatre hores menys deu" (3.50h), etc.